# Planet Wissen
Planet Wissen ist eine Informations- und Bildungssendung, die vom WDR und vom SWR in Zusammenarbeit mit ARD alpha in wöchentlichem Wechsel produziert wurde. Die erste Sendung wurde am 30. September 2002 ausgestrahlt. Ab 2. Mai 2016 beteiligte sich der Bayerische Rundfunk an der Produktion.

## Konzept der Sendung
Die einstündige Fernsehsendung, die in mehreren dritten Programmen und auf ARD alpha ausgestrahlt wird, beschäftigt sich jeweils mit einem bestimmten Thema. Zwei Moderatoren führen durch die Sendung, zu der fachkundige Gäste ins Studio eingeladen worden sind. Planet Wissen verstand sich selbst als spannende Kombination von Fernsehen und Internet und wird daher sowohl durch Dokumentationsbeiträge als auch durch Literaturempfehlungen und Web-Tipps ergänzt. Zudem unterhält die Sendung eine umfangreiche Website, auf der weiterführende Informationen zu den Themen der Sendung angeboten werden. Für dieses Internet-Portal wurde Planet Wissen im Jahr 2004 der Grimme Online Award in der Kategorie TV verliehen. Beeinflusst durch die steigende Bedeutung des Internets hatte die Sendung in den Anfangsjahren einen Moderator und einen Webreporter, der Weblinks und Beiträge aus dem Internet zum Thema präsentierte. Mittlerweile ist die Einbindung des Internets weit in den Hintergrund gerückt und man ging über zu einer normalen Doppelmoderation. Weiterführende Links und Bücher werden kurz vorgestellt. Seit Sommer 2008 wurde in einem überarbeiteten Design gesendet.
Das Sendungskonzept sollte ursprünglich ab 2012 modifiziert werden. Beobachtet wurden verstärkt Hinweise auf und Einblendungen von Internetseiten mit interaktiven Themenaufbereitungen. 2013 wurden ein neues Design und Logo sowie eine neue Website eingeführt, die Studiokulisse wurde erneuert. Waren die vom WDR und SWR produzierten Sendungen über Jahre vom Aufbau her gleich, wichen die WDR-Sendungen meist vom bisherigen Schema ab. So präsentierte Jo Hiller beispielsweise Außenreportagen unter dem Titel „Planet Wissen Extra“, während Andrea Grießmann alleine aus dem Studio moderierte.
Die letzte Sendung wurde am 12. Januar 2024 im WDR ausgestrahlt. Anschließend erfolgt eine Wiederverwertung bereits gesendeter Folgen vom Bayerischen Rundfunk, dem Westdeutschen Rundfunk und ARD alpha.

## Moderation
Anfangs besaß Planet Wissen in jeder Sendung einen Moderator und einen Netzreporter, der zwischendurch Netzinhalte zum Thema vorstellte und auf weiterführende Internetseiten verwies. Im Laufe der Zeit wurden die Netzthemen immer weniger. Schließlich führte man stattdessen eine Doppelmoderation ein. Zwischen 2002 und 2016 wechselten sich die Moderatoren vom WDR und SWR wöchentlich ab, ab 2016 gab es zudem ein Moderatorenduo vom BR.
Moderatoren
- Axel Wagner (ab 2002–2003), SWR[3][4]
- Annette Holtmeyer (2002–2003), WDR[5]
- Dirk Elbrächter (2002–2005), WDR
- Beate Hoffmann (2003–2005), WDR[6]
- Brigitte Pavetic (2005–2009), WDR
- Till Nassif (2005–2009), WDR
- Judith Pinnow (2009–2010), WDR
- Andreas Korn (2009–2010), WDR
- Julia Schöning (2010–2011), WDR
- Philip Häusser (2013), SWR
- Birgit Klaus (2002–2023), SWR
- Dennis Wilms  (2003–2023), SWR
- Andrea Grießmann (2011–2023), WDR
- Jo Hiller (2010–2023), WDR
- Caro Matzko (2016–2023), BR
- Rainer Maria Jilg (2016–2023), BR

## Preise
- 2004: Grimme Online Award[7]